# Ramblin’ Tommy Scott
„Ramblin’“ Tommy Scott (* 24. Juni 1917 in Stephens County, Georgia; † 30. September 2013) war ein US-amerikanischer Country- und späterer Rockabilly-Musiker. Den Beinamen Ramblin’ (englisch für ‚wandern‘) erhielt er, da er in seiner frühen Karriere mit Wandershows durch die USA zog. Scott spielte Klavier und Gitarre.

## Leben

### Kindheit und Jugend
Tommy Scott wuchs in einem kleinen Dorf in der Nähe von Toccoa, Georgia, in den Bergen auf, ungefähr 100 Meilen von Atlanta entfernt. Mit 10 Jahren lernte er Gitarre und trat auf Barn Dances in Kneipen auf. Nachdem er die High School abgeschlossen hatte, schloss er sich einer Medicine Show an, in deren Rahmen er auftrat und mit der er von Stadt zu Stadt zog, um Wundermittel zu verkaufen.

### Anfänge
Um 1933 hatte Scott seine erste Radiosendung auf WTFL in Athens. In den nächsten Jahren arbeitete er weiterhin bei verschiedenen Radiostationen, reiste mit Vaudevilles umher oder trat öffentlich auf. 1937 traf er Uncle Pete, der eine Home Town Show besaß, in der Scott einstieg. Die Show war über WPTF in Raleigh, North Carolina zu hören. Während der nächsten Jahre arbeitete er bei unzähligen Radiosendern, zog durch Amerika oder trat im Radio auf.

### Karriere
Im Anschluss wurde Scott Mitglied einer bekannten Country-Band und wurde so ebenfalls festes Mitglied des WWVA Jamborees. 1939 zog er nach Louisville, Kentucky, wo er bei dem Radiosender WHAS eine morgendliche Radiosendung hatte. Tagsüber trat er mit verschiedenen Gruppen auf. Im selben Jahr heiratete er Frankie Scott. Mit ihr hatte er eine Tochter, Sandre Yvette. In Kentucky lernte er den Country-Sänger Charlie Monroe kennen und wurde zeitweise Mitglied in dessen Band, den Kentucky Partners. Ebenfalls um diese Zeit wurde er für ein Jahr Mitglied der WSM Grand Ole Opry, der bekanntesten und erfolgreichsten Radioshow der USA. Um 1948 gründete er seine eigene Vaudeville-Show, Ramblin’ Tommy Scott’s Hollywood Hillbilly Jamboree. Nachdem er in Hollywood in einigen Filmen mitgespielt hatte (Southern Hayride, Trail Of The Hawk, Hillbilly Harmony), bekam er 1948 seine eigene Show im Fernsehen, die Ramblin’ Tommy Scott Show; später moderierte er auch das Smokey Mountain Jamboree.
Schon 1941 hatte Scott mit Curly Seckler erste Platten aufgenommen und führte dies über die Jahre fort. Im Laufe seiner Karriere war er unter anderem bei King Records, 4 Star Records, Bullet Records und seinem eigenen Label Katona unter Vertrag. Jedoch wurden viele Platten nicht unter seinem Namen veröffentlicht oder Scott nahm diese als Mitglied einer Band auf. Seinen ersten Rockabilly-Titel spielte er 1951 bei den Federal Records ein, auch wenn dieser wohl noch zum Hillbilly Boogie gezählt werden muss. 1954 nahm er während einer Session bei 4 Star mit Tex Harper weitere Rockabilly-Stücke auf, darunter einer seiner bekanntesten, Cat Music. Kurz danach gründete er sein eigenes Plattenlabel, die Katona Records, für die er in den nachfolgenden 30 Jahren Platten aufnahm, ohne jedoch seine Aktivitäten für andere Labels einzustellen.
Auch im hohen Alter war Tommy Scott immer wieder im US-amerikanischen Fernsehen zu sehen. Seine Medicine Show musste er in den 1990er Jahren aufgeben, als seine Frau an Alzheimer erkrankte.

## Diskografie
| Jahr | Titel | Plattenfirma        |
| ---- | --- | ------------------- |
|      | You Caused It All / Down in the Graveyard | Katona S 100        |
|      | Skip to My Lou / Mountain Music (A-Seite mit Baby Sandra) | Katona TS 1000/1001 |
|      | Paper of Pins / When a Man Gets the Blues | Katona TS 1002/1003 |
| 1951 | Rockin’ and Rollin’ / You Done Me Wrong | Federal 45-10003    |
| 1955 | Dance With Her, Henry / Jumpin’ From Six to Six | 4 Star P-107        |
| 1955 | Dig Me Little Mama / Cat Music (Gesang von Tex Harper) | 4 Star P-111        |
| 1960 | Cats and Dogs / Here Today and Gone Tomorrow | Request R45-2025/6  |
| 196? | Lovesick and Lonesome / Rainbow In My Dreams | Katona 45R1167/8    |
| 196? | Nobody But You / Juke Joint Girl | Katona 45-R1207/8   |
| 196? | Bay Sho Del / Thibodeaux (A-Seite mit Rudy Preston) | Katona 45-R1270     |
| 196? | EP: Songs from Tommy Scott’s Road Show - Don’t You Go Chicken (von Rudy Preston) - Alone With a Memory - Four Tired Car (von Rudy Preston) - Bay-Sho-Del (mit Rudy Preston) - Flea Circus (von Bobo Baxter) - Rosebuds | Katona 45-R1375     |